# Rita Gorr
Rita Gorr (ur. 18 lutego 1926 w Zelzate, Belgia, zm. 22 stycznia 2012 w Hiszpanii) – belgijska śpiewaczka operowa, mezzosopran. 

## Kariera
Urodziła się jako Marguerite Geirmaert. Śpiewu uczyła się w Gandawie i w Brukseli, pod okiem Viny Rovy i Germaine Hörner. W 1946 r. wygrała konkurs śpiewaczy w Verviers i mogła zadebiutować w operze w Antwerpii jako Fricka w Walkirii Richarda Wagnera. w latach 1949-1952 śpiewała w zespole opery strasburskiej. W 1952 r. po raz kolejny została zwyciężczynią prestiżowego konkursu w Lozannie, co zwróciło na nią uwagę międzynarodowej krytyki i umożliwiło debiut w Opéra Garnier. Grała tak Matkę Marię w Dialogach karmelitanek, Genowefę w Peleasie i Melizandzie, Dalilę w Samsonie i Dalili, Charlottę w Werterze, Wenus w Tannhäuserze, Magdalenę w Śpiewakach norymberskich, Ortrud w Lohengrinie oraz swoją najsłynniejszą rolę – Amneris w Aidzie. 
W 1958 debiutowała w Bayreuth, w 1959 r. w Covent Garden, rok później w La Scali, zaś w 1962 r. w Metropolitan Opera, ponownie jako Amneris. W Metropolitan Opera zagrała Azucenę w Trubadurze, Eboli w Don Carlosie, Dalilę oraz Santuzzę w Rycerskości wieśniaczej. 
Rita Gorr zadziwiała wszechstronnością, śpiewając z powodzeniem repertuar francuski, włoski oraz niemiecki, pozostając aktywną artystką do lata 2007, kończąc karierę rolą Hrabiny w Damie pikowej na scenie w Antwerpii. 
Jej najsłynniejsze role w Lohengrinie i Aidzie zostały utrwalone w nagraniach.